# Lepenica (Serbia)
Lepenica (cyr. Лепеница) – wieś w Serbii, w okręgu pczyńskim, w gminie Vladičin Han. W 2011 roku liczyła 675 mieszkańców.